# Etu-Töölö
Etu-Töölö (finnisch) oder Främre Tölö (schwedisch) ist ein Stadtteil (kaupunginosa/stadsdel) in der finnischen Hauptstadt Helsinki.
Das Attribut etu bzw. främre im Ortsnamen lässt sich mit „vorder(es)“ übersetzen, also der Teil von Töölö näher am Stadtzentrum.

## Geographie
Der Stadtteil Etu-Töölö grenzt im Norden entlang des Parks Hesperian esplanadi an Taka-Töölö, im Osten am Mannerheimintie an Kluuvi, im Südosten, markiert durch die Rautatiekatu, an Kamppi und im Süden mit dem Beginn des Friedhofs Hietaniemi an Länsisatama. Westlich des Stadtteils befindet sich die Bucht Hietaniemenlahti, nordöstlich die Bucht Töölönlahti. Etu-Töölö bildet zusammen mit den anderen Gebieten Kamppi, Lapinlahti, Ruoholahti und Jätkäsaari den Stadtbezirk (peruspiiri) Kampinmalmi.
In Etu-Töölö befinden sich im Bereich der Runeberginkatu und der Arkadiankatu mehrere Einrichtungen der Hochschulen Helsinkis, unter anderem die Sibelius-Akademie, die Schwedische Handelshochschule und die Handelshochschule Helsinki der Aalto-Universität. Im Südosten am Mannerheimintie befindet sich mit dem Eduskuntatalo der Sitz des finnischen Parlaments, weiter nördlich, gegenüber der Finlandia-Halle, das Nationalmuseum. Im Westen des Stadtteils ist der Badestrand Hietaranta.

## Verkehr
Der Stadtteil liegt westlich des Hauptbahnhofs Helsinki. Zudem erschließen mehrere Linien der Straßenbahn Helsinki den Stadtteil.
Die beiden Hauptverkehrsstraßen sind der Mannerheimintie im Osten und die Mechelininkatu im Westen, die in Nord-Süd-Richtung verlaufen.
Von der kleinen Bucht Taivallahti am westlichen Ende der Hesperian esplanadi verkehrt eine Fähre zu der kleinen Insel Mustasaari.

## Persönlichkeiten
- Alvar Aalto (1898–1976), Architekt und Designer
- Martti Ahtisaari (1937–2023), Politiker und Diplomat
- Georg Malmstén (1902–1981), Musiker
- Mika Waltari (1908–1979), Schriftsteller
- Ossi Mildh (1930–2015), Sportler

## Galerie

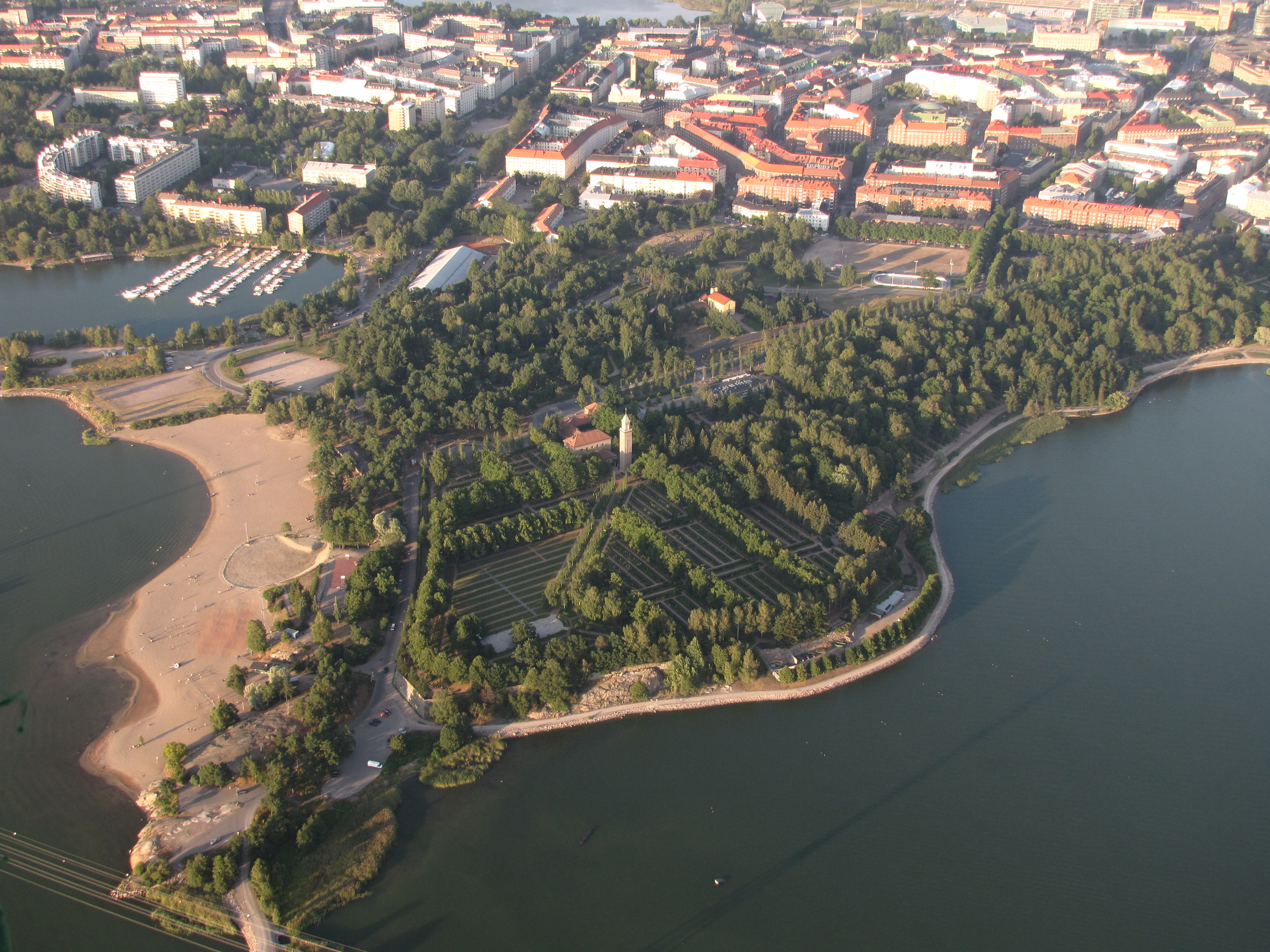
Der Badestrand von Hietaniemi und der Friedhof Hietaniemi, dahinter Etu-Töölö und links oben Taka-Töölö, 2010
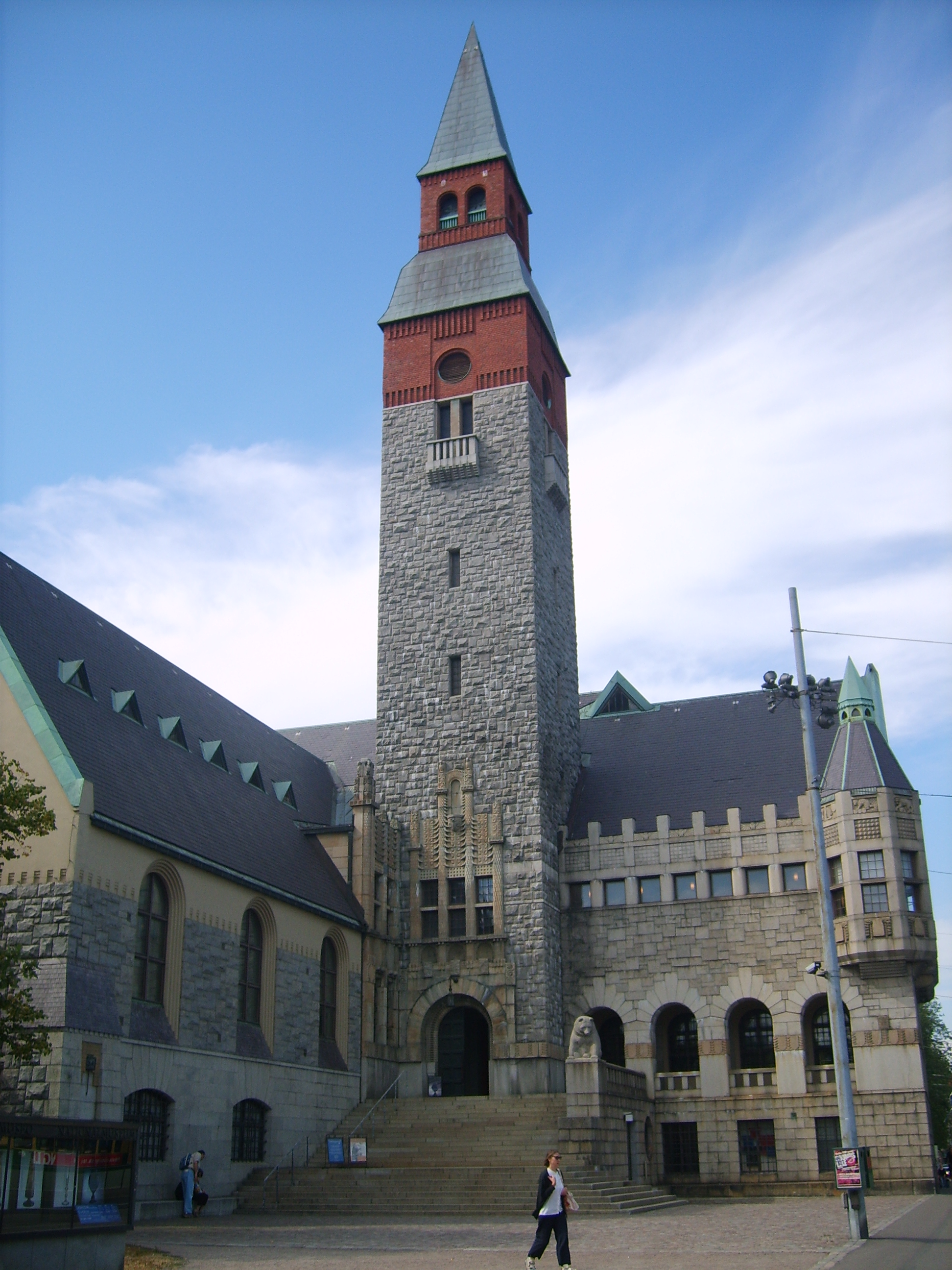
Finnisches Nationalmuseum
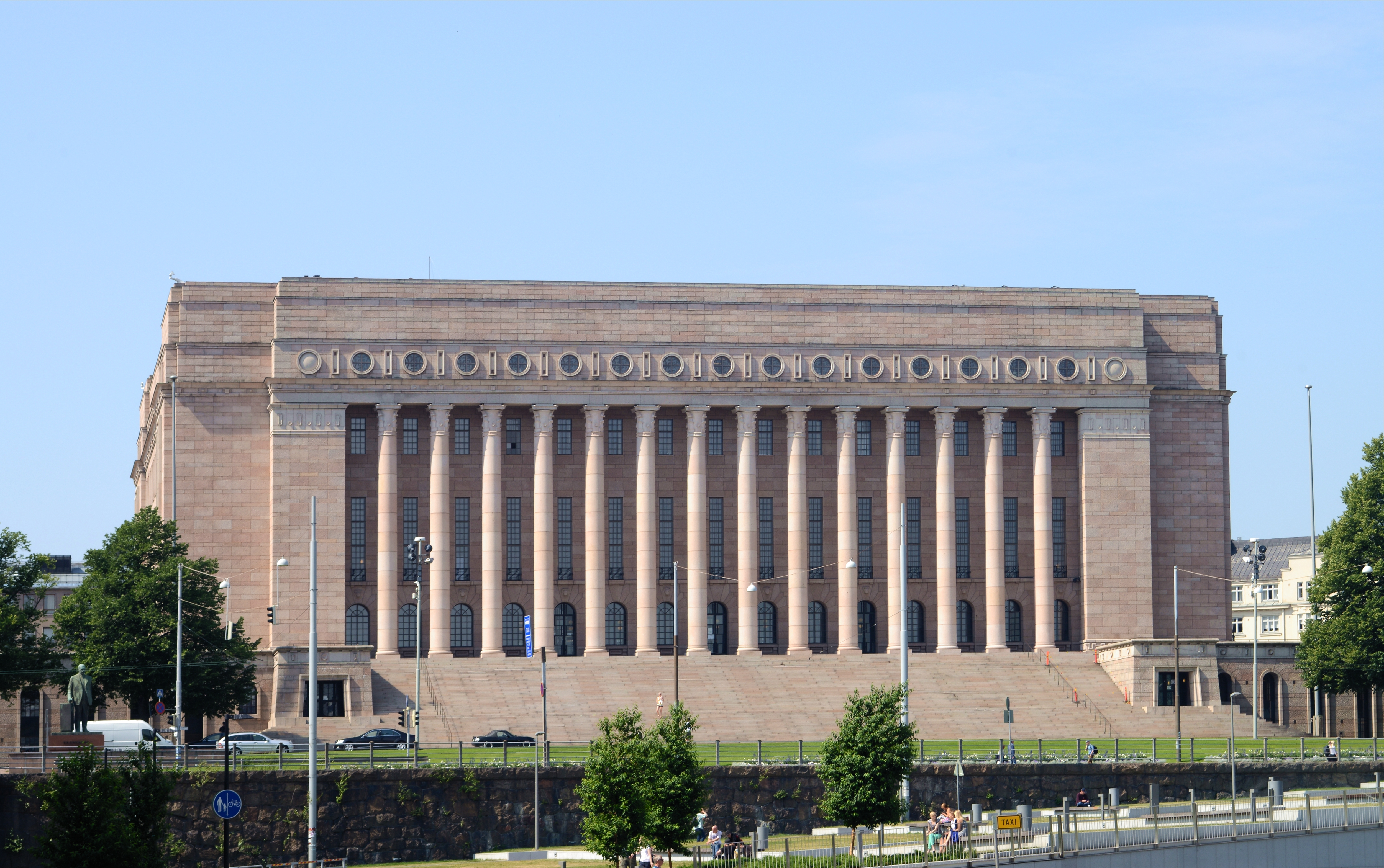
Finnisches Parlament
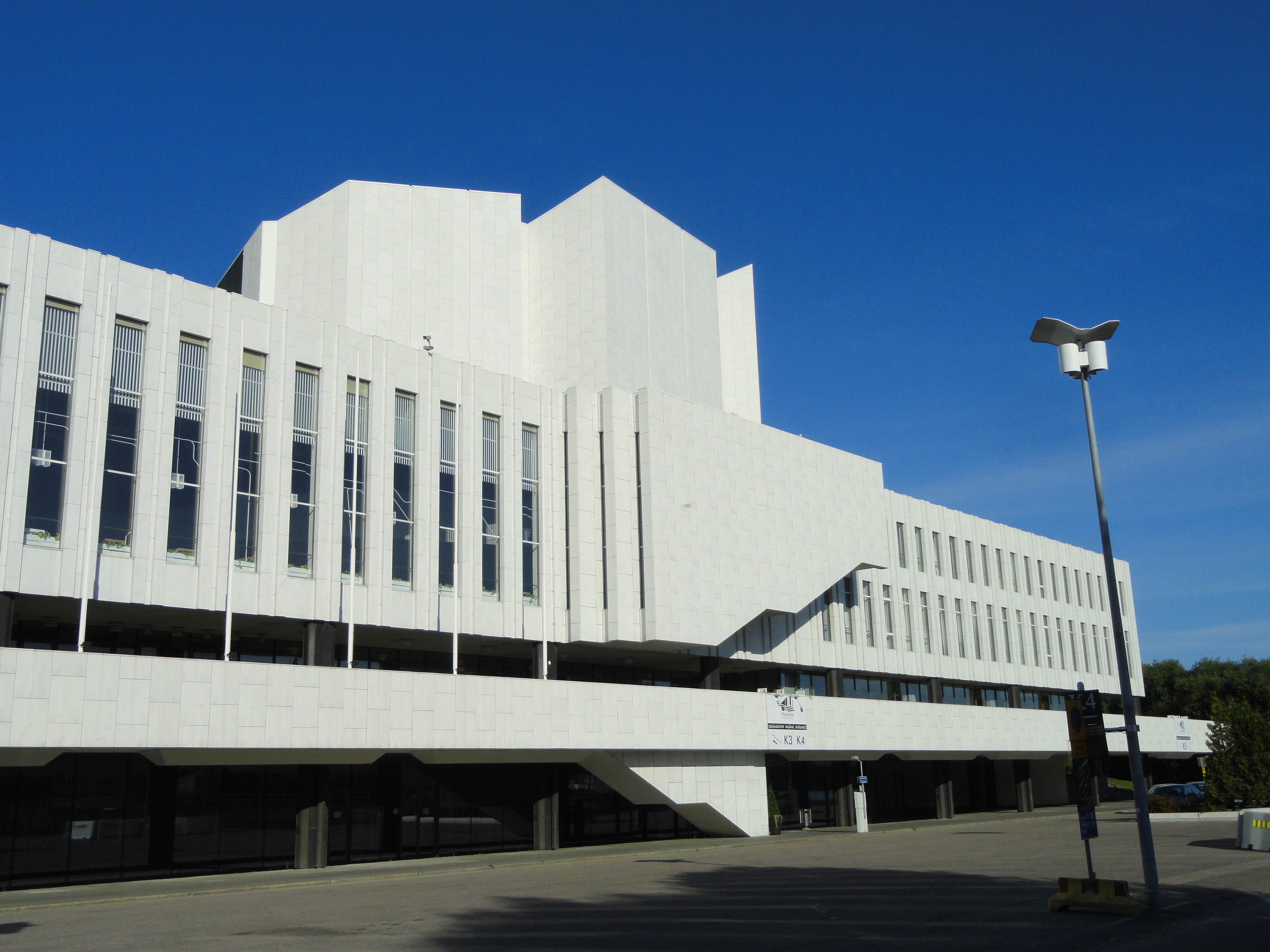
Finlandia-Halle
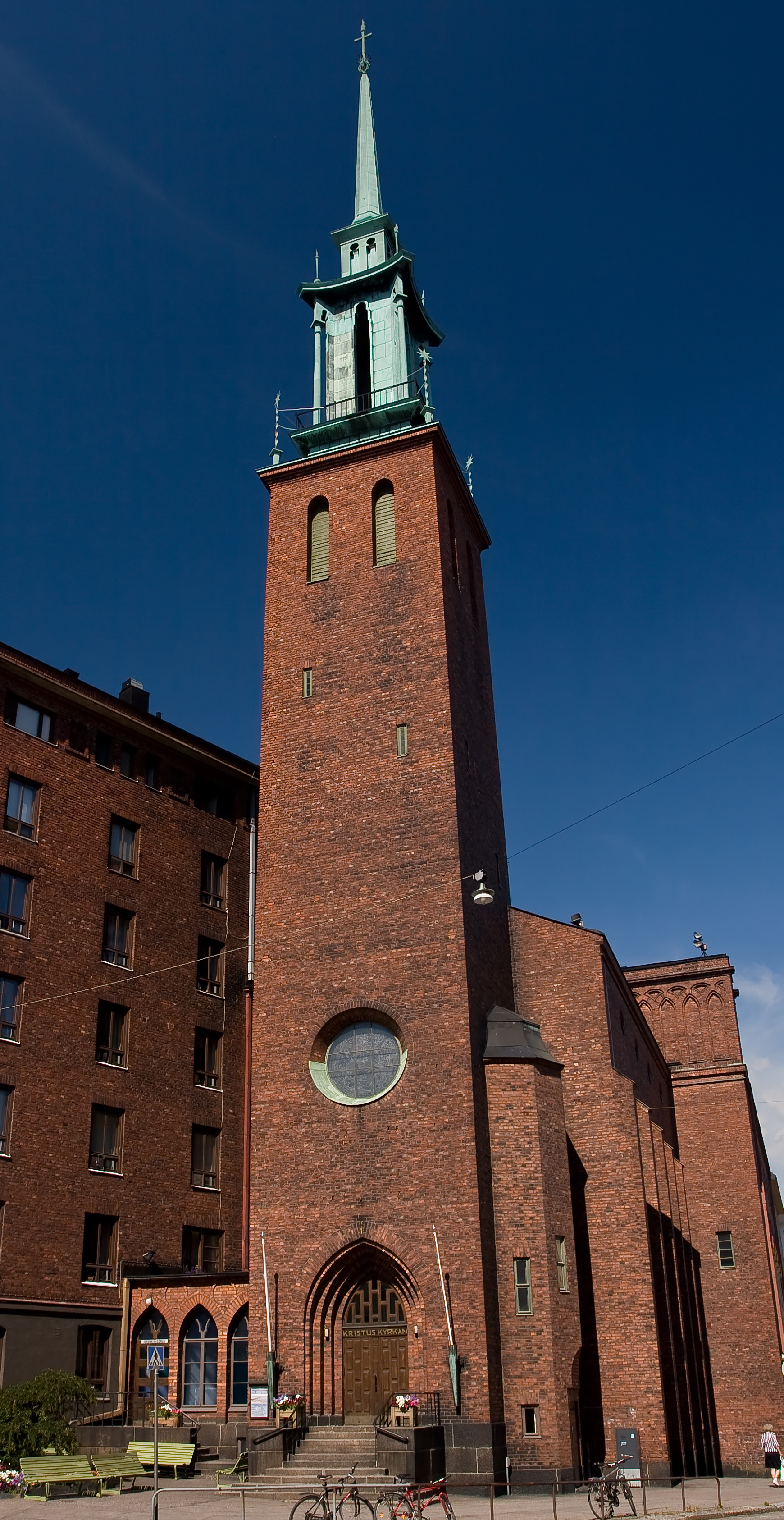
Kristuskyrkan, Nygotik Stil, Architekt : Atte V. Wilberg (1928).
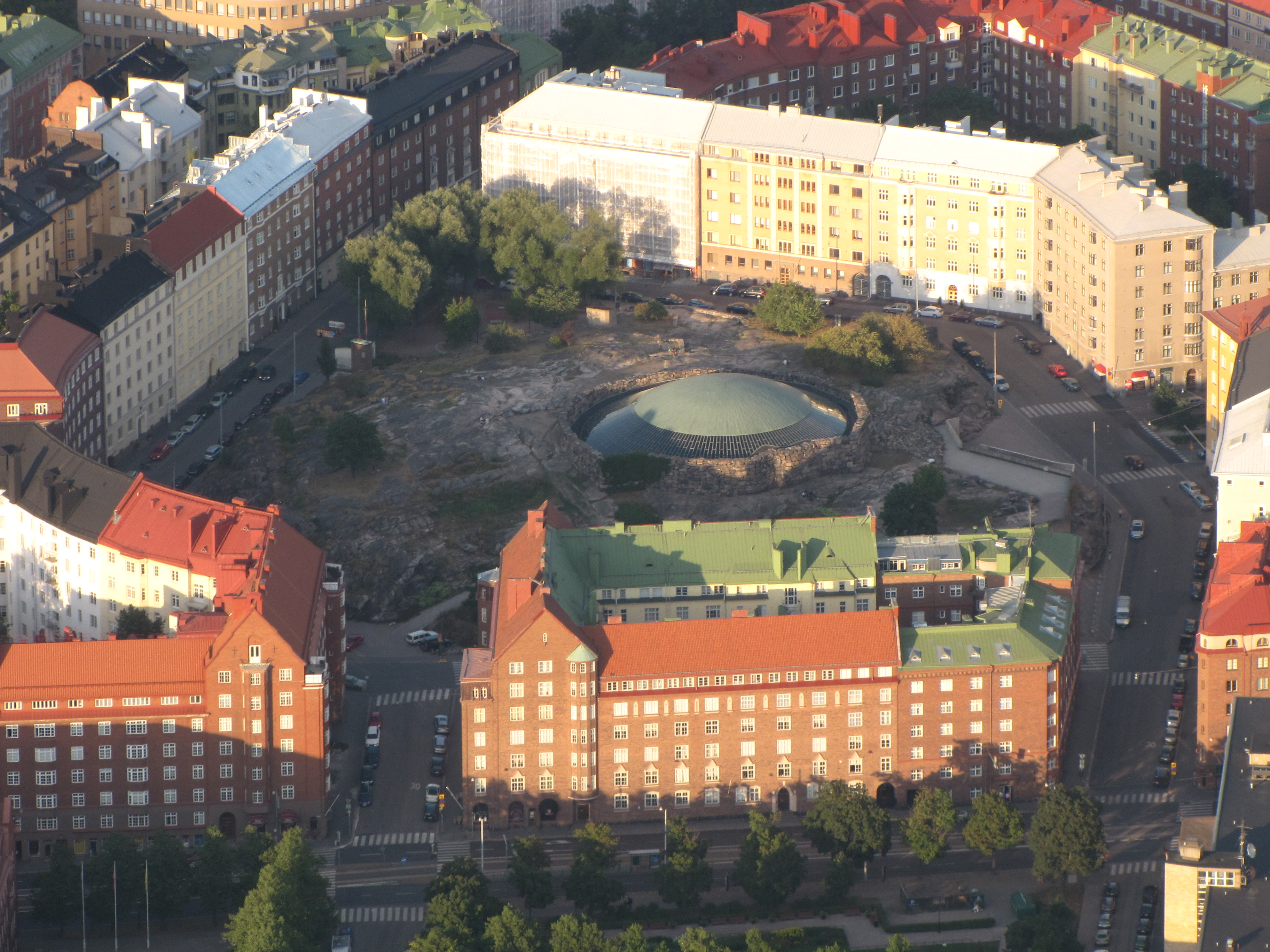
Temppeliaukio-Kirche
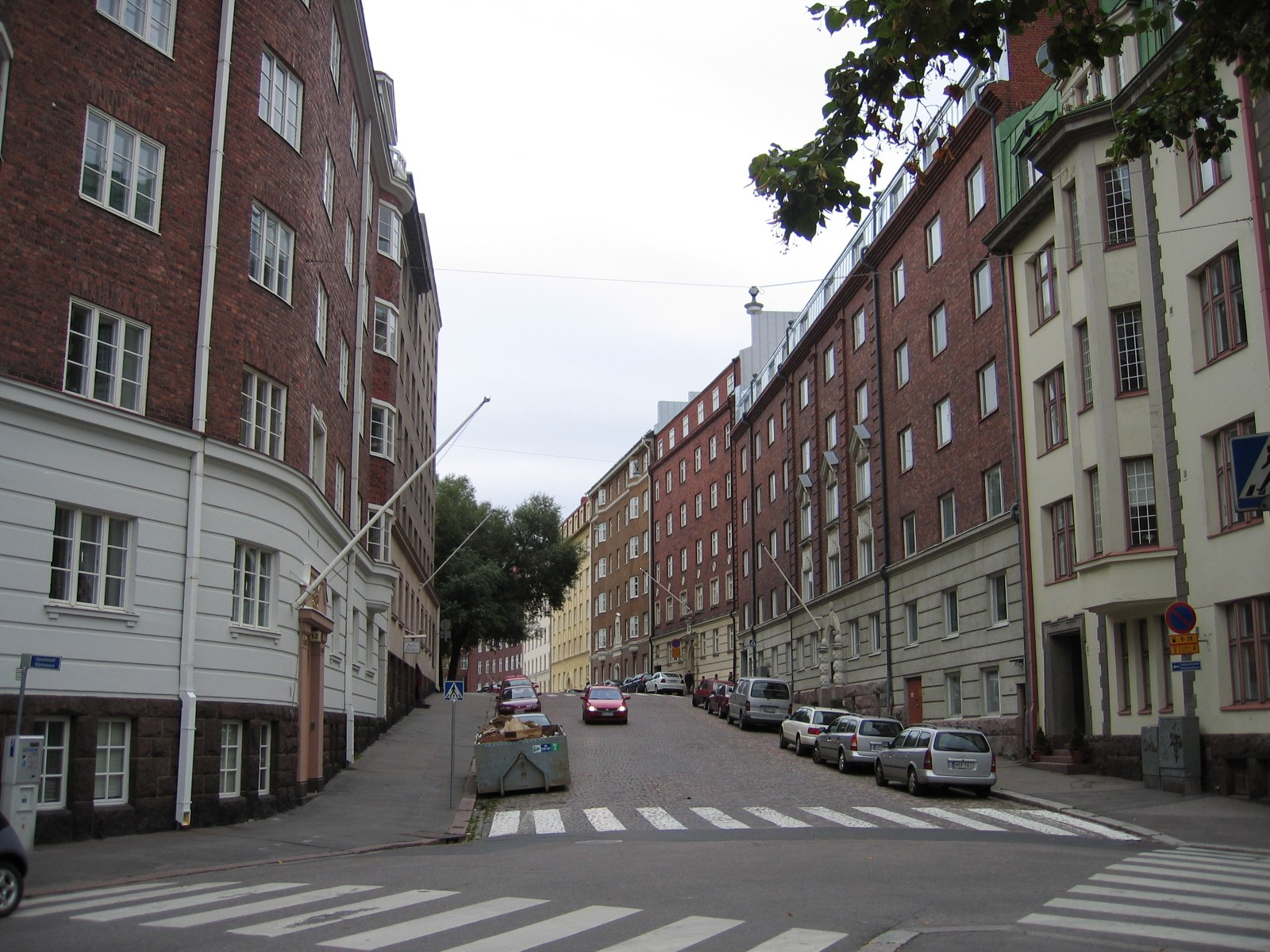
Straße in Etu-Töölö
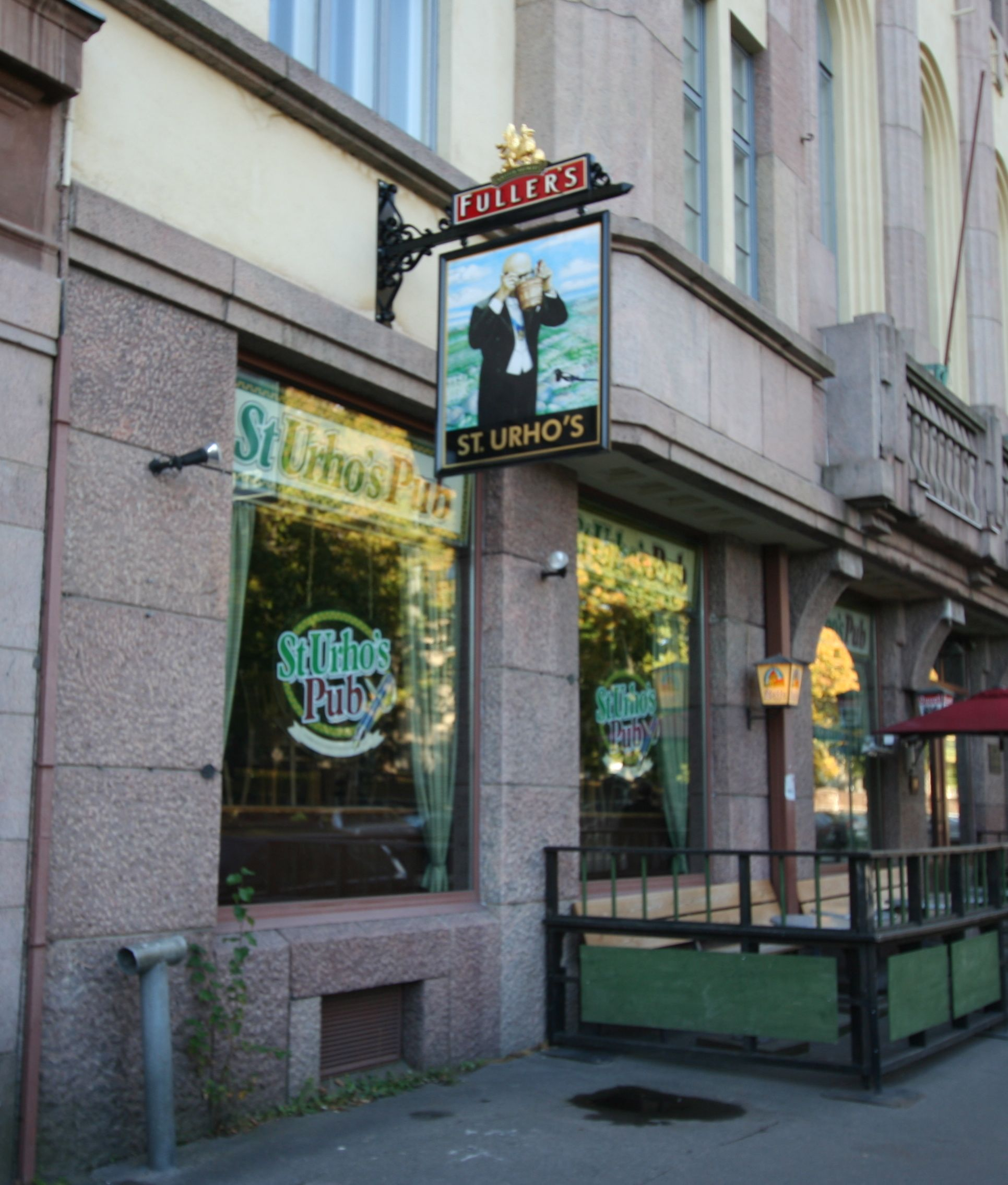
St. Urho’s Pub